# Escudo mozambiqueño
El escudo fue la moneda de curso legal de Mozambique desde 1914 a 1980. Se dividía en 100 centavos y su código ISO 4217 era MZE.

## Historia
El escudo sustituyó al real mozambiqueño con una tasa de cambio de 1 MZE = 1.000 réis. Hasta 1977, tenía su paridad fijada al escudo portugués. Durante los primeros años Mozambique emitía sus propios billetes, sin embargo las monedas utilizadas eran portuguesas. Solamente en 1935 se acuñaron monedas específicas para Mozambique. En 1975, se propuso la creación de una nueva moneda, el metica, para sustituir al escudo, sin embargo no llegó a emitirse. Finalmente el metical sustituyó al escudo en 1980 a la par.

## Monedas
Entre 1935 y 1936 se acuñaron monedas de 10, 20 y 50 centavos, y 1, 2½, 5 y 10 escudos de plata. En 1952, se introdujo la denominación de 20 escudos, también de plata. Entre 1968 y 1971, se sustituyó la plata de las monedas de 5, 10 y 20 escudos por el níquel. La última acuñación de monedas se realizó en 1974.

## Billetes
En 1914 se introdujeron emisiones provisionales de 100 y 1.000 escudos, junto a las denominaciones regulares de 10, 20 y 50 centavos, a cargo del Banco Nacional Ultramarino. En 1920 se imprimieron denominaciones de emergencia de 10, 20, 50 centavos y 1 y 2½ escudos, seguidas de emisiones regulares de 1, 2½, 5, 10, 20, 50 y 100 escudos. En 1941 se volvieron a imprimir denominaciones de emergencia de 50 centavos y emisiones regulares de 500 y 1.000 escudos. En 1976, las denominaciones de 50, 100, 500 y 1.000 escudos emitidos por el Banco Nacional Ultramarino volvieron a imprimirse con la nueva denominación del banco emisor: Banco de Moçambique